# نيد فور سبيد: برو ستريت
نيد فور سبيد: برو ستريت (بالإنجليزية:Need for Speed: ProStreet) ، هي لعبة إلكترونية من نوع سباق السيارات ، أنتجت من قبل شركة إلكترونيك آرتس سنة 2007 ، وتعمل لأنظمة ألعاب فيديو وهي :
- ويندوز
- نينتندو دي إس
- بلاي ستيشن 2
- بلاي ستيشن 3
- بلاي ستيشن بورتبل
- وي
- إكس بوكس 360

## وصلات خارجية
- نيد فور سبيد: برو ستريت على موقع IMDb (الإنجليزية)
- Official NFS:PS website
- Official NFS franchise website